# Steyr
Steyr (in austro-bavarese Steia) è una città statutaria austriaca di circa 40.000 abitanti, terza per popolazione del land di Alta Austria, dopo Linz e Wels, e capoluogo del distretto di Steyr-Land. L'immagine di Steyr, definita "Città romantica", è molto caratterizzata dal paesaggio e dagli edifici presenti, in particolare dal corso dei due fiumi e dai 119 tra ponti e passerelle che li attraversano.

## Geografia fisica
La città di Steyr è situata nell'Alta Austria a 310 m s.l.m., circa 48 km a sud di Linz, alla confluenza dei fiumi Enns e Steyr ed è divisa in otto Katastralgemeinden (comuni catastali): Christkindl; Föhrenschacherl; Gleink; Hinterberg; Jägerberg; Sarning; Stein; Steyr.

## Storia
Intorno al 980, alla confluenza tra i fiumi Enns e Steyr, fu eretto dagli Otakar, margravi e più tardi duchi della Stiria, lo Styraburg, l'odierno castello di Lamberg. Intorno ad esso e alla chiesa parrocchiale di San Michele, sorse quindi un primo insediamento menzionato già nel 985.
Favorita da un florido commercio del ferro, la cittadina crebbe e fu durante il periodo gotico che essa vide realizzare gran parte degli edifici dell'attuale città vecchia, "modernizzati" nei successivi periodi rinascimentale, barocco e rococò. Posta inizialmente sotto il dominio bavarese, nel 1186 la città passò in possesso ai Babenberg. Nel 1287 il duca Alberto I conferì a Steyr il titolo di città e ampi diritti commerciali.
Dopo un lungo periodo di ricchezza economica, il crollo dell'artigianato e, soprattutto, un terribile incendio che nel 1727 distrusse molti edifici della città vecchia, compresa parte del castello, nonché i sobborghi di Ennsdorf e Steyrdorf, gettarono Steyr in una profonda crisi che durò fino al 1864 quando l'intraprendente Josef Werndl (1831-1889) trasformò l'azienda paterna in una fabbrica d'armi per la produzione in serie di fucili a retrocarica che in breve divenne la principale fornitrice dell'impero austro-ungarico, risollevando completamente l'economia della città. Dal 1920 la fabbrica iniziò a produrre anche automobili, trattori, camion, cuscinetti a sfere e dopo la seconda guerra mondiale, pur continuando a realizzare armi sportive e da caccia, si convertì prevalentemente a tale produzione che continua ancora oggi.
Nel 1944 Steyr fu bombardata dagli aerei nemici e subì gravi danni. Dopo il 1955, anno in cui l'Austria dichiarò ufficialmente la neutralità, Steyr si è nuovamente ripresa, estendendosi con i nuovi quartieri Tabor, Ennsleite e Resthof.

## Economia
L'economia di Steyr è da sempre basata sulla lavorazione del ferro, facilitata dalla reperibilità di tale materiale e dalla lavorabilità e dalla trasportabilità dello stesso, in questo agevolata dalla forza motrice e dalla facilità di collegamenti offerti dai due fiumi che l'attraversano. Tale industria trovò il suo maggiore sbocco nella produzione di armi che, a partire dal 1864, ha caratterizzato più di ogni altro l'economia cittadina, almeno fino al termine della seconda guerra mondiale, quando ha dovuto più indirizzarsi verso la realizzazione di automezzi.
Le bellezze artistiche e paesaggistiche della città (oltre ad alcuni importanti eventi culturali) hanno dato un notevole contributo anche all'economia turistica.

### Turismo
La città di Steyr ha un'interessante offerta turistica data non solo dalle bellezze artistiche, ma anche da eventi organizzati nelle diverse stagioni. Durante l'estate si svolgono numerosi Festival musicali e vengono effettuate visite (dine-around) dei luoghi più caratteristici guidati da "Guardie notturne" munite di alabarda e lanterna. In Inverno, molto suggestive sono le manifestazioni che si svolgono nel periodo natalizio, tra cui: lo Steyrer Christkindlmarkt auf der Promenade, mercato costituito da circa 50 stand di prodotti gastronomici posizionati lungo un ampio viale alberato; il Weihnachtsmarkt "Altstadt" am Stadtplatz mercatino natalizio più classico che ha luogo nel vero e proprio cuore cittadino; il Kunst und Kunsthandwerk im Schloß Lamberg, esposizione dedicata alle arti e ai mestieri di una volta, allestita nel castello di Lamberg. In questo periodo sono presenti anche numerosi presepi monumentali, tra cui: il "Pöttmesser" nel santuario di Christkindl; il "Bethlehem-Kripp" nel Museo della Città (scolpito in legno d'ulivo e donato dalla città di Betlemme a seguito del gemellaggio nel 2001) il "Presepe sulle zattere" alla confluenza dei fiumi Enns e Steyr.

## Monumenti e luoghi d'interesse
Piazze:
- Stadtplatz, unica piazza urbana

Edifici pubblici:

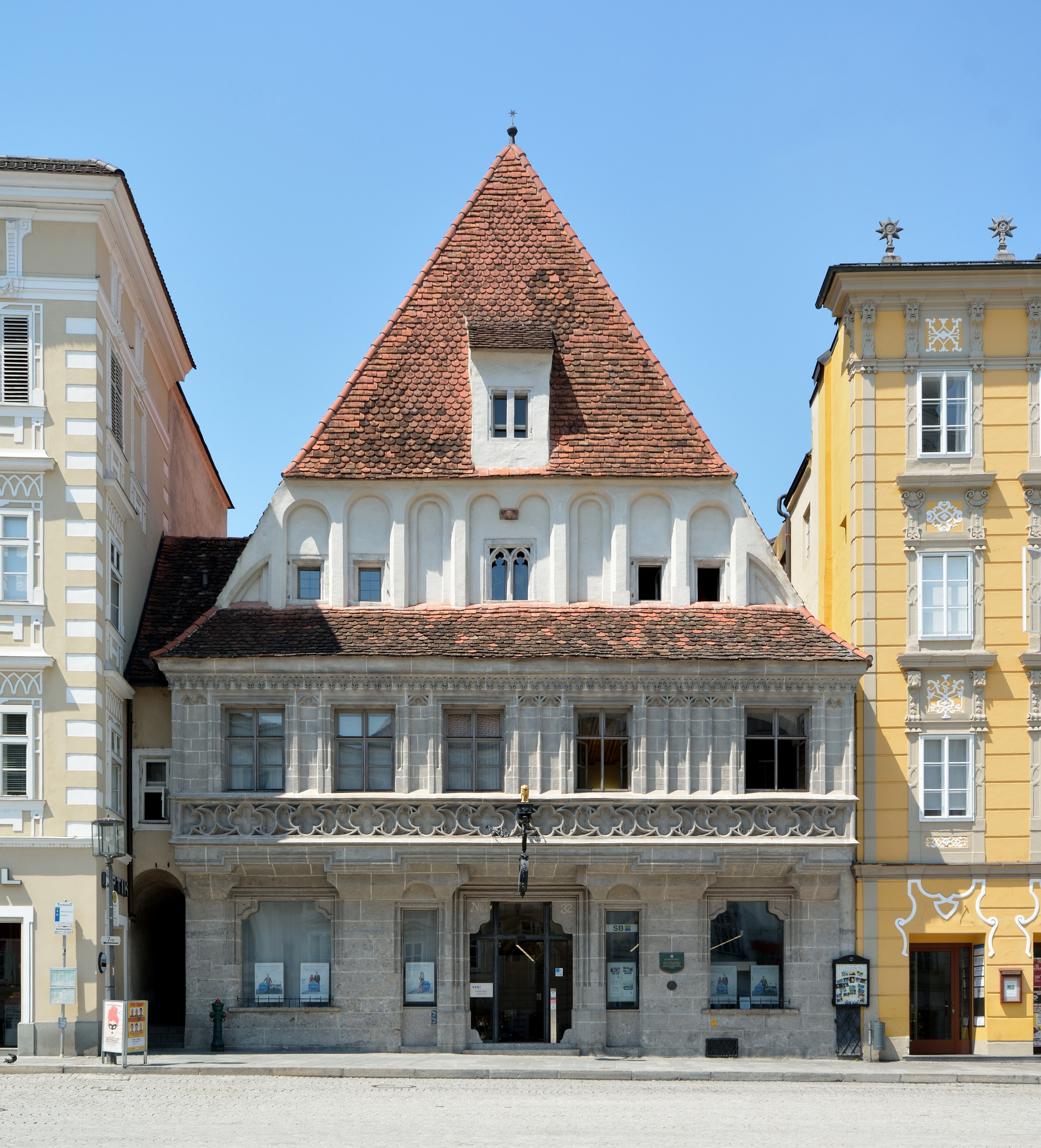
Bummerlhaus, il simbolo della città

- Bummerlhaus, edificio in stile gotico considerato il simbolo della città (1450)
- Innerberger Stadl, granaio in stile rinascimentale, sede del Museo della città (1612)
- Sternhaus, edificio con facciata in stile tardobarocco (1768)
- Rathaus, edificio in stile rococò, sede del Municipio (1778-1785)
- Meditzhaus, edificio con facciata in stile barocco e cortile rinascimentale
- Dunklhof, edificio in stile tardogotico

Porte cittadine:
- Kollertor (1480)
- Neutor (1573)
- Schnallentor (1613)

Castelli:
- Schloss Lamberg, castello di Lamberg ricostruito nel Settecento
- Schloss Vogelsang, castello Vogelsgang (1877)

Edifici religiosi:
- Stadtpfarrkirche, chiesa in stile gotico (1443-1522)
- Michaelerkirche, chiesa in stile barocco (1635-1677)
- Marienkirche, chiesa in stile barocco (1647)
- Christkindl, chiesa in stile barocco (1702-1725)

Monumenti:
- Werndldenkmal,monumento dedicato a Josefh Werndl
- Bruckner Denkmal, monumento dedicato ad Anton Bruckner

Musei:
- Museo della Città di Steyr
- Museo del Mondo del lavoro
- Museo Austriaco del Natale
- Museo degli orologi in ferro Schmollgruber

## Eventi particolari
A seguito di un fatto risalente al 1695, Steyr è diventata nota nel mondo come la "Città di Gesù Bambino".  All'epoca, il musicista Fernand Serl, malato di epilessia, pose una statuetta di cera raffigurante Gesù Bambino nella cavità di un albero dove si recava a pregare. In breve guarì dalla malattia e il fatto condusse in quel luogo numerosi pellegrini, tanto che già nel 1702 cominciarono i lavori per la costruzione del santuario di Christkindl, dove ancora è conservata la statuetta.
Nel 1884, Steyr fu la prima città austriaca dove le strade vennero illuminate con l'utilizzo dell'energia elettrica.
Nel 1950 è stato aperto l'Ufficio Postale di Natale, da dove vengono spedite milioni di missive di auguri in tutto il mondo.

## Amministrazione

### Gemellaggi
- Betlemme
- Eisenerz
- Kettering
- Plauen
- San Benedetto del Tronto

## Collegamenti
- Archiviato il 6 gennaio 2010 in Internet Archive., sito del Municipio (in lingua italiana)